# 933 Susi
933 Susi, asteroid glavnog pojasa. Otkrio ga je Karl Wilhelm Reinmuth, 10. veljače 1927.

## Vanjske poveznice
- Minor Planet Center